# Chrysobothris yucatanensis
Chrysothris yucatanensis là một loài côn trùng trong họ Buprestidae. Loài này được van Dyke miêu tả khoa học đầu tiên.
Đây là loài gây hại của các cây trong chi Cedrela, phát triển phổ biến ở Mexico.